# À la recherche de la nouvelle Pussycat Dolls
À la recherche de la nouvelle Pussycat Dolls, ou La Prochaine Pussycat Doll au Québec (Pussycat Dolls Present: The Search for the Next Doll) est une émission de téléréalité américaine en huit épisodes de 42 minutes diffusée entre le 6 mars et le 24 avril 2007 sur le réseau The CW. Le but de l'émission était de recruter une nouvelle membre du groupe musical Pussycat Dolls.
Au Québec, l'émission est diffusée à partir du 2 mai 2007 à MusiquePlus. En France, c'est NRJ 12 qui a diffusé ce programme, en juin 2007.

## Dénouement
La gagnante de la première saison, Asia Nitollano devait devenir la septième membre du groupe. Toutefois, la jeune femme quitta rapidement le groupe, affirmant qu'elle n'était pas acceptée par les autres filles et les fans du groupe. De plus, elle annonça qu'elle allait enregistrer un premier album, mais le projet fut annulé.

## Suite
La deuxième saison de la série a eu pour but de former un nouveau groupe, Girlicious.